# Список ратуш США
Список ратуш США (за штатами).

## К

### Каліфорнія
- Ратуша Беверлі Хіллз[en]
- Ратуша Лос-Анджелеса[en]
- Ратуша Окленда[en]
- Пасаденська ратуша[en]
- Ратуша Сакраменто[en]
- Ратуша Сан-Франциско[en]